# Вулиця Андрія Кизила (Київ)
Ву́лиця Андрія Кизила — вулиця в Дарницькому районі міста Києва, житловий масив Позняки. Пролягає від Дніпровської набережної до вулиць Прип'ятської та Урлівської .

## Історія
Виникла наприкінці 2010-х під проектною назвою вулиця Проектна 13112. Сучасна назва на честь українського військовослужбовця, Героя України (посмертно) Андрія Кизила — з 2019 року.